# Frühlingsmistkäfer
Der Frühlingsmistkäfer (Trypocopris vernalis, Syn.: Geotrupes vernalis) ist ein Käfer aus der Familie der Mistkäfer (Geotrupidae).

## Merkmale
Die Käfer erreichen eine Körperlänge von 12 bis 20 Millimeter. Sie haben eine vor allem blau, aber auch grün, blauschwarz oder schwarz metallisch glänzende Färbung, die im Nahinfrarotbereich nahezu keine Reflexion zeigt. Der Halsschild ist nur in der Mitte an der Basis gerandet. Die Deckflügel haben nur sehr schwach ausgeprägte Punktstreifen. Die Schienen der Hinterbeine haben zwei Querleisten. Es gibt eine dunkelviolette Farbvariante der Käfer, die an der Küste der Benelux und auf den Nordseeinseln vorkommt; diese wird als Unterart T. vernalis insularis bezeichnet.

## Vorkommen
Die Tiere kommen in Europa, außer im Hohen Norden, und im Süden bis Nordspanien und auf dem Balkan vor. Örtlich reicht die Verbreitung über Kleinasien bis in den Iran. Sie leben vor allem in Wäldern und auf sandigem Terrain.

## Lebensweise
Die Imagines sind tagaktiv und ernähren sich von Kot, den sie in einem kurzen, schrägen Gang unterhalb von Kothaufen lagern. Die Brutpflege dieser Art ist sehr ausgeprägt. Beide Partner heben nach der Paarung eine etwa vier Zentimeter breite und fünf Zentimeter tiefe trichterförmige Grube aus, von deren Basis sie mehrere, etwa 20 Zentimeter lange, waagerechte Gänge weitergraben. Diese werden mit Kot gefüllt. Danach wird von der Trichterspitze ein etwa 50 Zentimeter langer Gang senkrecht nach unten gegraben, der in einer Kammer endet. Darin wird eine vier bis fünf Zentimeter große Kotkugel geformt, in die am Ende in einer Eikammer ein Ei gelegt wird. Die Kugel wird durch Sand abgesichert und der Hauptgang ebenfalls mit Kot gefüllt. Die Larven ernähren sich vom eingetragenen Kot, sind nach etwa 10 Monaten voll entwickelt und verpuppen sich in der Erde.